# Disracha synceros
Disracha synceros är en fjärilsart som beskrevs av Sergius G. Kiriakoff 1962. Disracha synceros ingår i släktet Disracha och familjen tandspinnare. Inga underarter finns listade i Catalogue of Life.